# D 단자
D 단자(Ｄ端子) 또는 D-터미널(D-Terminal)은 일반적으로 HDTV, DVD, 블루레이, D-VHS 및 HD DVD 장치와 같은 일본 가전제품에 사용되는 아날로그 비디오 커넥터 유형이다. 이는 디지털 위성 방송 튜너에 사용하기 위해 EIAJ(일본 전자 공업 협회) 표준 RC-5237에서 개발되었다. 외관상 이것은 이더넷에 연결하기 위해 한동안 애플 컴퓨터에서 사용했던 AAUI 커넥터와 동일한 작은 평면 사다리꼴 커넥터이다.
일본 외 지역에서 판매되는 일부 품목에도 커넥터가 사용된다. 주목할 만한 예로는 캐논의 XH-A1 DVC HD 캠코더와 파나소닉의 AG-HVX200 DVCPro HD 캠코더가 있다.

## 같이 보기
- D-sub
- SCART